# Hans Raß
Hans Raß (né le 13 juin 1911 à Riedenburg et mort le 11 avril 1997 à Amberg) est un administrateur d'arrondissement bavarois et député du Landtag de Bavière pour la CSU.

## Biographie
Rass est le fils d'un inspecteur judiciaire principal. Il grandit à Amberg. Après avoir obtenu son diplôme d'études secondaires à Amberg, il commence des études de droit à Munich et à Erlangen en 1931 et devient membre de la fraternité étudiante catholique K.St.V. Albertia Munich et Rhenania Erlangen en KV (de) . En 1936, il obtient son doctorat à l'Université d'Erlangen. En 1939, le deuxième examen d'État en droit est achevé. En 1941, il est enrôlé dans la Wehrmacht, où il sert dans la Luftwaffe. Après la fin de la guerre, il est retenu prisonnier de guerre par les Anglais jusqu'en 1948, après quoi il travaille comme avocat à Amberg à partir de 1948. En 1954/65, il devient président de district de l'association de district CSU à Amberg-Ville.
Hans Raß est député du Landtag de Bavière de 1950 à 1970. En 1958, il succède à Martin Winkler (de) en tant qu'administrateur de l'arrondissement d'Amberg (de), et à partir de 1972 de l'arrondissement d'Amberg-Sulzbach, nouvellement créé avec la réforme du gouvernement local. En 1978, Hans Wagner (de) lui succède. L'un de ses grands mérites en tant qu'administrateur d'arrondissement est d'avoir été responsable de l'approvisionnement en eau du bas de la vallée de la Vils pendant la période de reconstruction, et il promeut également les infrastructures, les affaires et le tourisme en particulier.